# 增強型CD

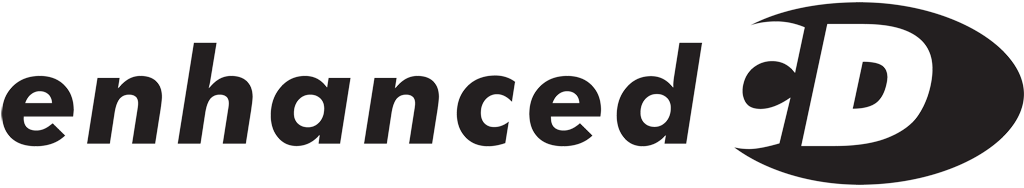
增強型CD標誌

增強型CD（Enhanced CD），正式名稱為增強型音樂CD（Enhanced Music Compact Disc），也稱作CD Extra或CD Plus，是由美國唱片業協會認證的技術之一，可以包含音訊檔案以及電腦資料，而且可以應用在單片CDDA以及CD-ROM播放器。
增強型CD主要包含的檔案格式有混合模式CD（黃皮書CD/紅皮書CD）、綠皮書CD、隱藏軌以及複合區段（藍皮書CD）。
在九零年代末期，由於個人電腦使用者的增加，使得增強型CD受到歡迎。音樂CD裡經常包含音樂錄影帶、圖片以及其他各式的內容。近來，由於電腦的DVD-ROM以及DVD播放器的普及，在規範上更希望是以DVD作為其實質上的媒介而非CD。
這類的CD在拷貝或轉檔上會造成一些問題。原因就在這種格式的CD裡，音訊檔案和資料中間會有一個空白的區段；如果使用者強行拷貝或轉檔，就會造成電腦回報錯誤，或是將這段空白區段當作音訊最後一首曲子的一部分。這個空白的區段換成音訊檔案的時間大約是2分32秒的空白時間。